# Орбис
Орбис (нем. Orbis) — община в Германии, в земле Рейнланд-Пфальц. 
Входит в состав района Доннерсберг. Подчиняется управлению Кирхгаймболанден.  Население составляет 695 человек (на 31 декабря 2010 года). Занимает площадь 5,68 км².